# Pseudione intermedia
Pseudione intermedia är en kräftdjursart som beskrevs av Hugo Frederik Nierstrasz och Brender à Brandis 1932. Pseudione intermedia ingår i släktet Pseudione och familjen Bopyridae. Inga underarter finns listade i Catalogue of Life.